# 埃特納莊園 (科羅拉多州)
埃特納莊園（英語：Aetna Estates）是位於美國科羅拉多州阿拉帕霍縣的一個人口普查指定地區。

## 地理
埃特納莊園的座標為39°44′17″N 104°40′24″W / 39.73806°N 104.67333°W，而該地最高點為海拔高度1609米（即5280英尺）。

## 人口
根據2010年美國人口普查的數據，埃特納莊園的面積為0.34平方千米，均為陸地。當地共有人口834人，而人口密度為每平方千米2,452人。